# Olga Pané
Olga Pané i Mena (Barcelona, 30 de julio de 1956) es una médica y política española. Experta en el ámbito de la gestión sanitaria y la administración pública, ha desarrollado una carrera centrada en la dirección y coordinación de servicios de salud. Actualmente es Consejera de Salud de la Generalidad de Cataluña.

## Formación y Trayectoria
Licenciada en Medicina y Cirugía por la Universidad de Barcelona, Pané i Mena completó su formación con una especialización en Medicina Preventiva y Salud Pública, además de realizar estudios de posgrado en gestión sanitaria y administración pública.
Fue gerente del Parc de Salut Mar de Barcelona, una institución sanitaria de referencia que incluye el Hospital del Mar, el Instituto Municipal de Asistencia Sanitaria (IMAS) y otros centros de atención médica. Durante su gestión, Pané i Mena se centró en el uso de las nuevas tecnologías y la modernización en el sector sanitario. Del mismo modo bajo su gestión se rebajo el salario de todos los trabajadores del consorcio salud mar en un 5%. Además de su trabajo en el Parc de Salut Mar, Olga Pané i Mena ha ocupado diversos cargos de responsabilidad en la administración pública catalana, aunque nunca había estado en primera línea de la política hasta 2024.
Tras las elecciones de 2024 y la elección de Salvador Illa como presidente de la Generalitat de Cataluña, Illa eligió a Pané para dirigir la Consejería de Salud. Este cargo ya se lo había ofrecido después de las elecciones de 2021, pero al no ser elegido presidente en esa ocasión, su nombramiento no se llevó a cabo.